# Three (Album)
Three (deutsch: Drei) ist das dritte Studioalbum der britischen Girlgroup Sugababes. Es wurde am 27. Oktober 2003 veröffentlicht. Es ist das zweite Album des zweiten Line-ups, bestehend aus Keisha Buchanan, Mutya Buena und Heidi Range. In Großbritannien wurde das Album mit Doppelplatin ausgezeichnet.

## Hintergrundinformationen
Jedes der drei Mitglieder nahm für das Album einen „Solo“-Song auf. Diese sind Whatever Makes You Happy (Keisha Buchanan), Sometimes (Heidi Range) und Maya (Mutya Buena), welches Buenas Schwester Maya gewidmet ist, die 2002 starb.
Nachdem sich die erste Single in den amerikanischen Charts platzierte, wurde eine Veröffentlichung des Albums in den USA mit einer leicht veränderten Songliste, welche die Singles aus dem Vorgängeralbum Angels with Dirty Faces enthielt, geplant. Nachdem die zweite Single jedoch nicht die Charts erreicht hatte, wurde die Veröffentlichung gestrichen.
Das Album erhielt gemischte, überwiegend positive Kritiken. So spricht The Guardian zwar von „hervorragenden Songs“, aber auch davon, dass man von dem Charisma und anderen Attributen, welchen den Sugababes zugesprochen werden und die sie angeblich von anderen Gruppen abheben auf diesem Album nichts bemerkt.

## Titelliste
1. Hole in the Head (Brian Higgins, Miranda Cooper, Tim Powell, Nick Coler, Niara Scarlett, Keisha Buchanan, Mutya Buena, Heidi Range) – 3:38
2. Whatever Makes You Happy (Keisha Buchanan, Craigie, Stuart Crichton, Pete Martin) – 3:15
3. Caught in a Moment (Jony Lipsey, Karen Poole, Marius de Vries, Buchanan, Buena, Range) – 4:24
4. Situation’s Heavy (Buchanan, Buena, Range, Tim Larcombe, Shawn Lee, Higgins, Cooper, Edele Lynch) – 4:10
5. Million Different Ways (Craigie, Crichton, Felix Howard, Guy Sigsworth, Buchanan, Buena, Range) – 4:29
6. Twisted (Buchanan, Buena, Range, Cooper, Higgins, Lee, Larcombe, Lynch) – 3:03 [UK Bonus Track]
7. We Could Have It All (Craigie, Howard, Johnny Dollar, Buchanan, Buena, Range) – 3:37
8. Conversation’s Over (Tom Elmhirst, Lipsey, Poole, Buchanan, Buena, Range) – 4:06
9. In the Middle (Cooper, Higgins, Scarlett, Lee, Lisa Cowling, Buchanan, Buena, Range, Andre Tegler, Phil Fuldner, Michael Bellina) – 3:59
10. Too Lost in You (Diane Warren) – 3:58
11. Nasty Ghetto (Linda Perry, Buchanan, Buena, Range) – 4:16
12. Buster (Buchanan, Buena, Range, Cooper, Higgins, Lee, Larcombe, Lynch) – 4:22 [UK Bonus Track]
13. Sometimes (Lipsey, de Vries, Howard, Buchanan, Buena, Range) – 4:34
14. Maya (Craigie, Sigsworth, Buena, Range, Buchanan) – 4:43

## Singles
| Jahr | Titel              | Höchstplatzierung, Gesamtwochen, AuszeichnungChartplatzierungen (Jahr, Titel, , Platzierungen, Wochen, Auszeichnungen, Anmerkungen) | Höchstplatzierung, Gesamtwochen, AuszeichnungChartplatzierungen (Jahr, Titel, , Platzierungen, Wochen, Auszeichnungen, Anmerkungen) | Höchstplatzierung, Gesamtwochen, AuszeichnungChartplatzierungen (Jahr, Titel, , Platzierungen, Wochen, Auszeichnungen, Anmerkungen) | Höchstplatzierung, Gesamtwochen, AuszeichnungChartplatzierungen (Jahr, Titel, , Platzierungen, Wochen, Auszeichnungen, Anmerkungen) | Höchstplatzierung, Gesamtwochen, AuszeichnungChartplatzierungen (Jahr, Titel, , Platzierungen, Wochen, Auszeichnungen, Anmerkungen) | Anmerkungen                             |
| Jahr | Titel              | DE | AT | CH | UK | US | Anmerkungen                             |
| ---- | ------------------ | --- | --- | --- | --- | --- | --------------------------------------- |
| 2003 | Hole in the Head   | DE9 (14 Wo.)DE | AT5 (17 Wo.)AT | CH8 (16 Wo.)CH | UK1 (14 Wo.)UK | US96 (1 Wo.)US | Erstveröffentlichung: 13. Oktober 2003  |
| 2003 | Too Lost in You    | DE14 (13 Wo.)DE | AT26 (16 Wo.)AT | CH8 (18 Wo.)CH | UK10 (14 Wo.)UK | — | Erstveröffentlichung: 15. Dezember 2003 |
| 2004 | In the Middle      | DE29 (9 Wo.)DE | AT33 (12 Wo.)AT | CH23 (10 Wo.)CH | UK8 (9 Wo.)UK | — | Erstveröffentlichung: 22. März 2004     |
| 2004 | Caught in a Moment | DE71 (9 Wo.)DE | AT56 (6 Wo.)AT | CH56 (4 Wo.)CH | UK8 (7 Wo.)UK | — | Erstveröffentlichung: 23. August 2004   |

Aus dem Album gingen vier Singles hervor. Die erste Single Hole in the Head, veröffentlicht am 13. Oktober 2003, wurde zum dritten Nummer-1-Hit der Band in Großbritannien. In Deutschland erreichte er Platz 9, in Österreich Platz 5 und in der Schweiz Platz 8. Hole in the Head ist außerdem der erste und bisher einzige Song der Sugababes, welcher sich in den U.S. Billboard Hot 100 platzieren konnte, wo er Platz 96 erreichte. Außerdem erreichte er Platz 1 der U.S. Billboard Hot Dance Club Songs sowie Platz 24 der U.S. Billboard Pop Songs.
Die zweite Single Too Lost in You, welche am 15. Dezember 2003 veröffentlicht wurde, ist ein Cover des Songs Quand j’ai peur de tout der französischen Sängerin Patricia Kaas, welcher von Diane Warren geschrieben wurde. Er ist Teil des Soundtracks des Filmes Tatsächlich… Liebe. Der Song erreichte Platz 10 der britischen, Platz 14 der deutschen, Platz 26 der österreichischen und Platz 8 der schweizerischen Charts.
Als Nächstes wurde am 22. März 2004 In the Middle veröffentlicht. Er enthält ein Samples des Songs U Know Y des deutschen DJs Moguai. Der Song erreichte Platz 8 der britischen Charts, sowie Platz 29 in Deutschland, Platz 27 in Österreich und Platz 23 in der Schweiz.
Als letzter Song wurde Caught in a Moment am 23. August 2004 veröffentlicht. Er ist Teil des Soundtracks des Filmes Wimbledon. In Großbritannien erreichte er Platz 8, in Deutschland, Österreich und der Schweiz verfehlte er aber mit den Plätzen 71, 56 und 56 die Top 50 deutlich.

## Kommerzieller Erfolg

### Chartplatzierungen
| ChartsChartplatzierungen     | Höchstplatzierung | Wochen |
| ---------------------------- | ----------------- | ------ |
| Deutschland (GfK)            | 10 (28 Wo.)       | 28     |
| Österreich (Ö3)              | 21 (14 Wo.)       | 14     |
| Schweiz (IFPI)               | 9 (25 Wo.)        | 25     |
| Vereinigtes Königreich (OCC) | 3 (41 Wo.)        | 41     |

| ChartsJahrescharts (2003)    | Platzierung |
| ---------------------------- | ----------- |
| Vereinigtes Königreich (OCC) | 31          |

| ChartsJahrescharts (2004)    | Platzierung |
| ---------------------------- | ----------- |
| Vereinigtes Königreich (OCC) | 68          |

### Auszeichnungen für Musikverkäufe
| Land/Region                  | Auszeichnungen für Musikverkäufe (Land/Region, Auszeichnung, Verkäufe) | Verkäufe  |
| ---------------------------- | ---------------------------------------------------------------------- | --------- |
| Deutschland (BVMI)           | Gold                                                                   | (100.000) |
| Europa (IFPI)                | Platin                                                                 | 1.000.000 |
| Russland (NFPF)              | Gold                                                                   | 10.000    |
| Schweiz (IFPI)               | Gold                                                                   | (20.000)  |
| Vereinigtes Königreich (BPI) | 2× Platin                                                              | (600.000) |
| Insgesamt                    | 3× Gold · 2× Platin ·                                                  | 1.010.000 |